# Lille

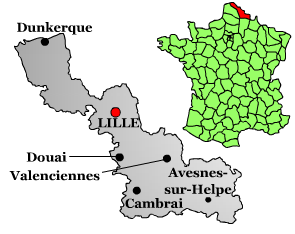
Lille elhelyezkedése Franciaországban és a Nord megyében

Lille kiejtéseⓘ (ejtsd: lil [lil]) (hollandul Rijsel) Franciaország negyedik legnagyobb, – Lille-ből, Roubaix-ból, Tourcoing-ból és ezek külvárosaiból álló – agglomerációjának központja. A város az ország északi részén, a Deûle folyó mentén helyezkedik el, a belga határ közelében. Hauts-de-France régió és Nord megye székhelye (prefektúra). Franciaország kulturális és történelmi városa címet viseli.
2000. február 27-én Lomme várost beolvasztották Lille-be, kettejük együttes népessége 2010-ben 227 560 fő volt. Lille egész agglomerációjának, a francia és a belga településekkel (Kortrijk, Tournai, Mouscron, Ypres) együtt 2007-ben kb. 1 885 000 lakosa volt, amivel Európa egyik legnagyobbjának számított.

## Történelme

### A kezdetekben
Lyderic és Phinaert legendája úgy tartja, hogy L'Isle városát Kr. u. 640-ben alapították, bár a várost írott források csak 1066-ban említik először. Néhány régészeti lelet azt bizonyítja, hogy a területen már időszámításunk kezdete előtt 2000 évvel is éltek emberek.
A Lille (csakúgy, mint a holland Rijsel) név az insula vagy l'Isla (a sziget) szóból származik. Ezt a nevet Flandria grófjának kastélyára (Château du Buc) használták, ami egy mocsaras területen fekvő kis szigetre épült. Flandria grófjai számos római eredetű (pl. Boulogne-sur-Mer, Arras, Cambrai), illetve a Karolingok által alapított (Valenciennes, Saint-Omer, Gent és Brugge) települést birtokoltak. Így uralmuk alatt tartották a Schelde nyugati partvidékét, Európa egyik leggazdagabb területét. A terület őslakosai a kelták voltak, akiket germán törzsek, szászok és frízek, később a frankok követtek. I. sz. 830 és 910 között viking támadások sújtották a területet. A normann és a magyar invázió okozta rombolás után a régió keleti része a terület hercegeinek látókörébe került, ennek nyomán alapították a várost.

### A város a középkorban
A 9. század egyik helyi előkelősége Évrard volt, aki a kor számos katonai és politikai ügyének résztvevője volt.
A 12. századtól kezdett híressé válni a lille-i posztóvásár. 1144-ben alapították Saint Sauveur községet, amely manapság a város egyik negyedének része és névadója.
Flandria, Boulogne-sur-Mer és Hainaut hercegei szövetségre léptek Angliával és a Német–római Császársággal, és hadat üzentek II. Fülöp Ágost királynak. A háború 1214-ben, a Bouvines-nél aratott francia győzelemmel ért véget. Ferrand-t, Flandria grófját bebörtönözték, ezzel nagy vitát robbantottak ki a grófságban. Felesége, Konstantinápolyi Johanna vette át a város irányítását, amelynek mintegy 10 000 lakosa körében nagy népszerűségnek örvendett.
1224-ben Bertrand Rains szerzetes egy helyi földesúr biztatására megpróbálta kiadni magát I. Balduin császárnak Flandria és Konstantinápoly grófjának (Johanna apjának), aki az adrianople-i csatában tűnt el. Fellázította Flandria és Hainaut királyságait, hogy „visszanyerje” területeit Johannától. A hölgy az unokatestvérétől, VIII. Lajostól kért segítséget. Leleplezte a csalót, akit Johanna grófnő felakasztatott. 1226-ban a király beleegyezett, hogy kiszabadítsa Ferrand of Portugalt. 1233-ban Ferrand gróf meghalt, és nem sokkal ezután az utóda, Marie is. 1235-ben Johanna kiadott egy oklevelet, amely szerint minden évben Mindenszentekkor új kormányzókat választ a városi tanácsba az uralkodó által meghatalmazott négy személy. 1236. február 6-án megalapította a Megyei Kórházat (L'hospice de la comtesse), ami az egyik legszebb épülete a régi Lille-nek. Mivel ez az ő érdeme volt, róla nevezték el a lille-i Regionális Egészségügyi Egyetemet (Flandriai Johanna Kórház) a 20. században.
A grófnő a marquette-i (ma Marquette-lez-Lille, Lille) része kolostorban halt meg, és nem hagyott maga után örököst. A szabályok szerint így a grófság a nővéréhez, Flandriai Margithoz, majd az ő bátyjához, Guy de Dampierre-hez került. Lille a franciák uralma alá került Mons-en-Pévèle-i csata (1304) után egészen 1369-ig.
Ezek után Flandria grófsága a Burgundi Hercegséghez került, az 1369-es Male-i Margittal kötött házasság után. A hercegség úgy tartotta, hogy Lille így a három főváros egyike lett Brüsszellel és Dijonnal együtt. 1445-ben Lille-nek 25 000 lakosa volt. Ekkor még Jó Fülöp, burgundi herceg erősebb volt Franciaország királyánál, és Lille-t adminisztrációs pénzügyi fővárosnak tette meg.
1454. február 17-én, egy évvel Konstantinápoly eleste után Jó Fülöp herceg egy pantagrueli bankettet szervezett a lille-i palotájában „A fácán ünnepe” címmel, annak ünnepére, hogy ő és udvara kereszténységre esküszik.
1477-ben, az utolsó burgundi herceg, Merész Károly halála után Burgundiai Mária hozzáment a Habsburg I. Miksa főherceghez. Így a Flandriai Grófságot a Habsburgok örökölték meg. V. Károly német–római császár uralkodása végén a város a Habsburg család spanyol ágának legifjabb sarjához, Károly fiához, II. Fülöphöz került. Innentől a város spanyol uralom alatt állt egészen IV. Fülöp uralkodásáig.

### A modern korszak

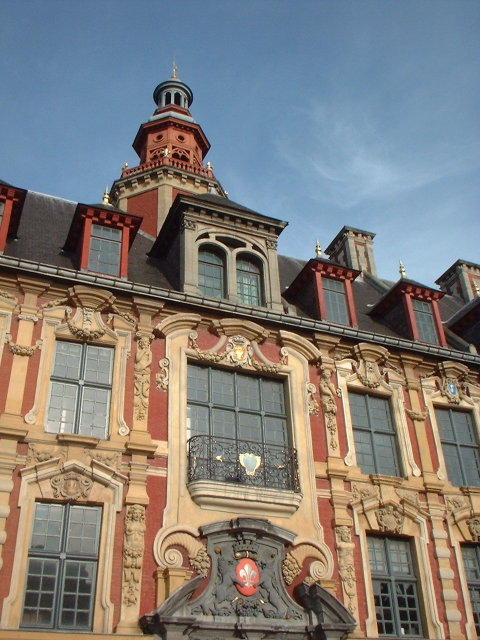
A Vieille Bourse („Régi Tőzsde”) homlokzata Grand Place-on.

A 16. században fellendült a környék textilipara, kitört a pestis, avagy a fekete halál, és elkezdődött a protestantizmus.
Az első kálvinisták 1542-ben jelentek meg a környéken; 1555-ig protestáns-ellenes üldözések zajlottak. 1578-ban a Hurlus, egy protestánsokból álló lázadócsoport megtámadta a Mouscron Grófság várát, de négy hónappal később leverte őket egy katolikus vallon ezred. Ezután többször is megostromolták a várost 1581 és 1582 között; mind hiába. A Hurlust meglepően a legendás Jeanne Maillotte látta el. Ugyanekkor (1581-ben I. Erzsébet angol királynő hívására a Spanyol Németalföldtől északra egy kis protestánsokból álló csoport gyűlt össze, és sikeresen megalapították a „Holland Köztársaságot”. Ezt a Hurlus]] rossz szemmel nézte.

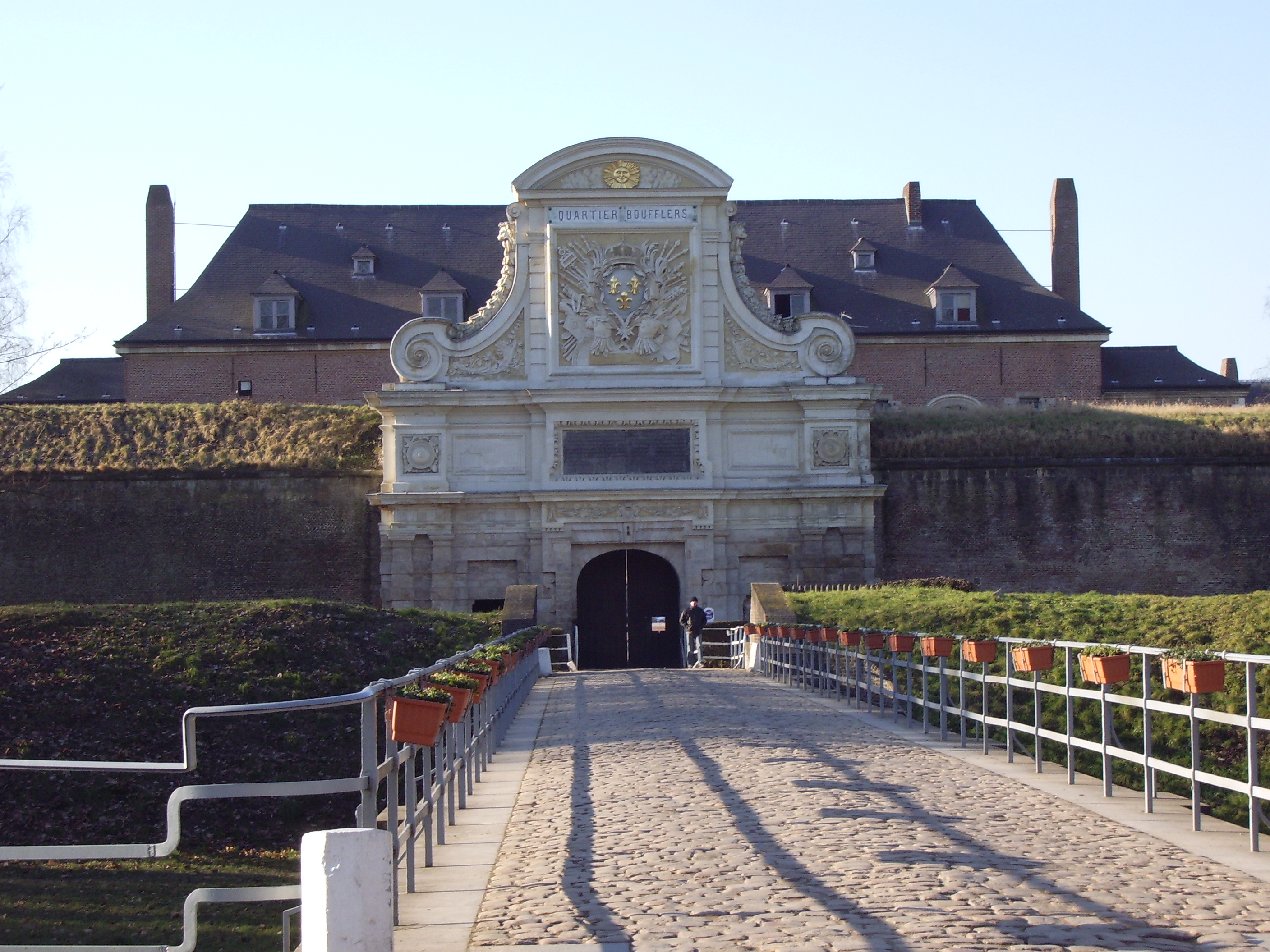
A 'Vauban Citadella' bejárata (17. század)

1667-ben XIV. Lajos, a „Napkirály” sikeres ostromot indított Lille ellen. Ezzel a várost Franciaországhoz csatolta az 1668-ban kiadott Aix-la-Chapelle-i szerződésben. A szerződés provokáló elégedetlenséghez vezetett a virágzó város polgárai közt. Sok fontos közmunkát végeztetett el 1667 és 1670 között, például a Citadella felépítése (Vauban által), vagy épp Saint-André (Szent András) és la Madeleine (Magdolna) negyedek kiépítése. Ezáltal a királynak sikerült város lakói közt bizalmat szerezni. A lille-iek egy része továbbra is flamandnak érezte magát, azonban mindig is a francia nyelv egyik változatát, a pikárd nyelvet beszélték.
Az 1708 és 1713 között eltelt öt év alatt a város a spanyol örökösödési háború idején holland megszállás alatt volt. A 18. század folyamán Lille lakói mélyen katolikusok maradtak. A város nem vett aktívan részt a francia forradalomban; bár azért itt is előfordultak lázongások és templomrombolások. 1709-ben tartották a város első önkormányzati választásait.

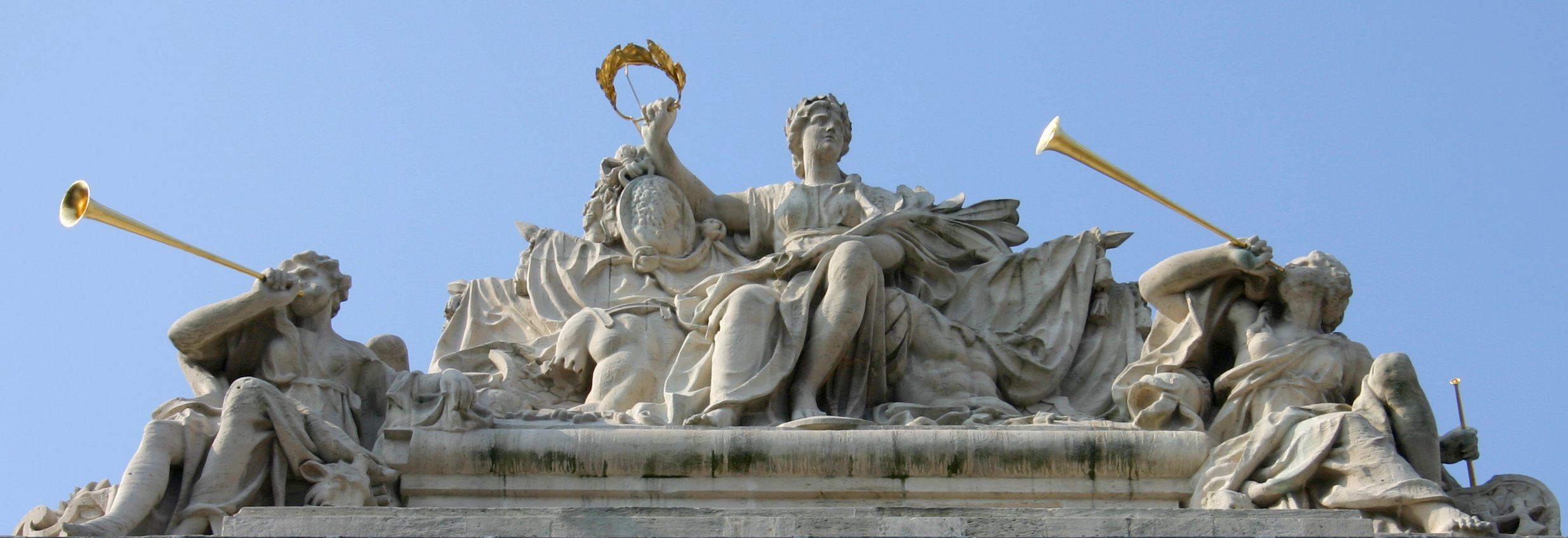
A Lille-ben lévő Párizsi Kapu teteje, melyet a város 1667-es franciává válásának ünnepére építtetett XIV. Lajos, 1685 és 1692 között.

### A Francia forradalom után

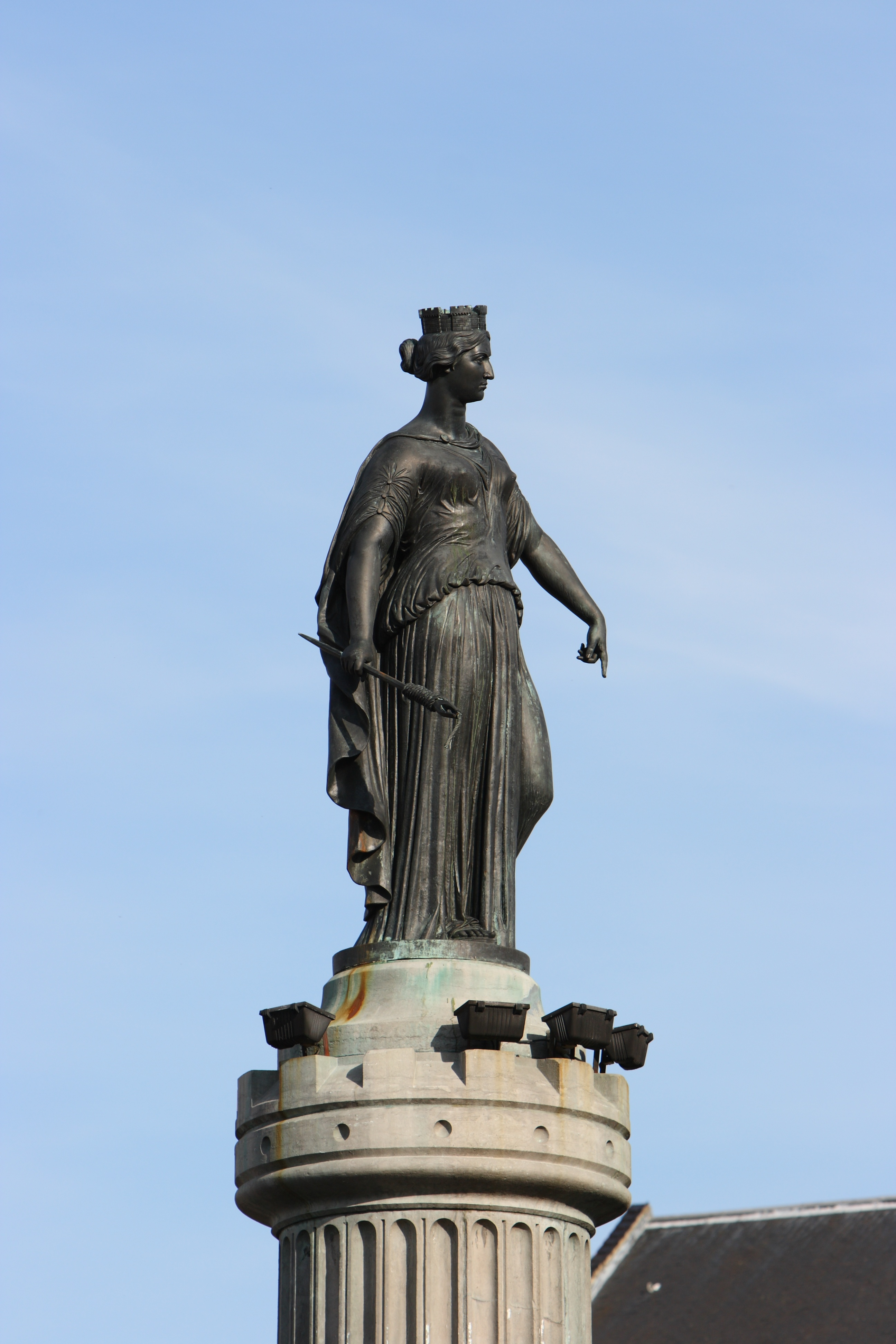
Istennő oszlopa

1792-ben a francia forradalom után az akkor Egyesült tartományokban lévő osztrákok ostrom alá vették Lille-t. A Istennő oszlopa, melyet 1842-ben állítottak a Grand-Place-on (hivatalos nevén La Place du Général Charles de Gaulle - Charles de Gaulle tábornok tere) egy adomány a város François André által vezetett ellenállásának számára. Annak ellenére hogy az osztrák tüzérség számos épületet, köztük a város főtemplomát, elpusztított, Lille nem adta meg magát, így az osztrák hadsereg nyolc évvel később kivonult.

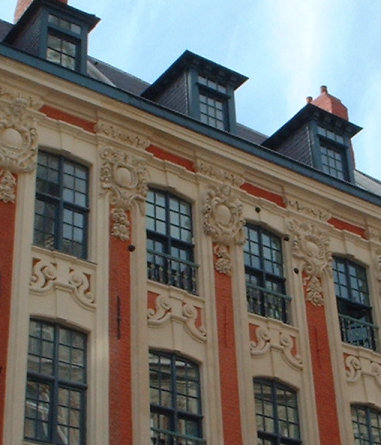
A fekete foltok osztrák ágyúgolyók a falakba ágyazódva.

A város tovább növekedett, így 1800-ra népessége elérte az 53.000 lakost, ami nagyban hozzájárult ahhoz, hogy Lille 1804-ben Nord département megyeszékhelyévé vált. 1846-ban megépült a Lille-t Párizzsal összekötő vasútvonal.
A 19. század elején a Napóleon elrendelte Egyesült Királyság elleni szárazföldi zárlat nagyban hozzájárult a lille-i textilipar teljes kifejlődéséhez. A város híressé vált pamutjáról és a közeli városok, Roubaix és Tourcoing termeltek számára gyapjút.
1853-ban Alexandre Desrousseaux megkomponálta híres altatódalát, a Dors mon p'tit quinquin. 1858-ban egy birodalmi rendeletben a környező Fives, Wazemmes és Moulins városokat Lille-hez csatolták. A város népessége így 1872-ben 158 000 lelket számlált, ami 1891-re több, mint 200 000 főre emelkedett. Az észak-franciaországi katolicizmus határozottabban ellenállt a szekuláris állam egyházellenes törekvéseinek, ennek is köszönhető, hogy 1881 júniusában Lille-ben tartották meg a római katolikus egyház első nemzetközi eucharisztikus kongresszusát. Ugyanakkor Lille lett az első szocialisták által vezetett francia város 1896-ban, Gustave Delory vezetésével.
1912-re Lille népessége 217.000 volt: a város profitált az ipari forradalomból, különösen a szén- és gőzgépekből. A bányászatnak és a textiliparnak köszönhetően az egész régió meggazdagodott.

### Az I. világháború

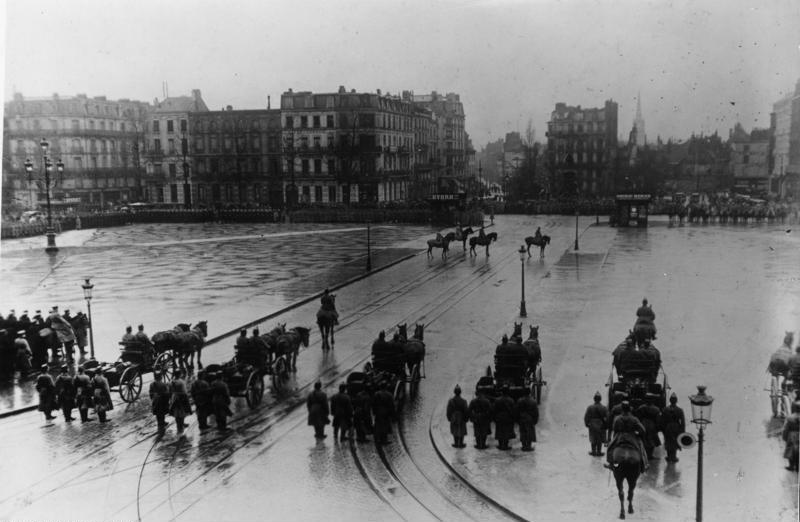
Német katonai ünnepély Lille-ben, 1915-ben

1914. október 4. és 13. között a lille-i csapatok félrevezették ellenfelüket, elhitették velük, hogy nagyobb tüzérségük van, mint ami valójában volt - igazából a város egyetlenegy ágyúval rendelkezett. Azonban a német tüzérségi tűz még így is több, mint 2200 épületet és otthont pusztított el. Amikor a németek észrevették, hogy dezinformálták őket, egy egész kerületet felgyújtottak, majd ezt követően elfoglalták a várost. Lille-t 1918. október 17-én a britek szabadították fel. Sir William Birdwood tábornokot és csapatait ujjongó tömegek fogadták. A tábornokot ugyanezen év október 28-án a város tiszteletbeli polgárává avatták.
Az első világháború idején Lille a német repülő ász, Max Immelmann vadászterületévé vált, akit Lille sasa néven becéztek

### AzAnnés folles (bolond évek), a nagy gazdasági világválság és a Népfront
1921 júliusában a lille-i Pasteur Intézetben Albert Calmette és Camille Guérin kifejlesztette az első tuberkulózis elleni vakcinát, amit BCG ("Bacille de Calmette et Guérin") védőoltás néven ismernek. Az lille-i Opera (Opéra de Lille), amit a lille-i mérnök, Louis M. Cordonnier tervezett, 1923-ban nyílt meg.
1931-ben Lille-t is utolérte a nagy gazdasági világválság hatása, minek következtében 1935-re a város egyharmada már szegénységben élt. 1936-ban a város polgármestere, Roger Salengro vált a Francia népfront (Front populaire) belügyminiszterévé, azonban végül a jobboldal rágalmazó kampánya öngyilkosságba hajszolta.

### A II. világháború

A franciaországi hadjárat során Lille városa napokig német ostrom alatt állt. A kitartó francia védelemnek köszönhetően sok szövetséges csapatnak sikerült Dunkerque-be menekülnie. Mikor a németek megszállták Belgiumot, Lille lakói az első világháborús tapasztalataik okán tömegesen menekültek a városból. Lille végig a Brüsszelből irányított megszállási zónához tartozott, és sosem volt része a Vichy Köztársaságnak. Nord és Pas-de-Calais megyét (a partvonal és Dunkerque kivételével) 1944. szeptember 1. és 5. között felszabadították a brit, amerikai, kanadai és lengyel csapatok. Szeptember 3-án a német csapatok a britektől tartva elkezdték Lille kiürítését, mivel a város a britek útjába esett Brüsszel felé. Ezt követően a lille-i ellenállásnak sikerült visszafoglalnia a város egyes részeit, mielőtt a brit tankok megérkeztek volna. A jegyrendszert 1947-ben megszüntették, és 1948-ra Lille visszatért a normális kerékvágásba.

### A háború végétől napjainkig
1967-ben egyesítették Lille, Roubaix és Tourcoing kereskedelmi kamaráit, és 1969-ben létrehozták a Lille-i urbán közösséget (Communauté urbaine de Lille). Ezzel az intézkedéssel 87 települést csatoltak Lille-hez.
Az 1960-as és 70-es években a környéknek számos problémával kellett szembesülnie a szén-, bánya- és textilipar hanyatlása után. Az 1980-as évek kezdetével a város lakossága egyre inkább a tercier szektorban helyezkedett el.
1983-ban megnyitották a VAL-t, a világ első automatizált földalattiját, 1993-ban pedig megnyílt a nagysebességű TGV vasútvonal is, mely a Párizs-Lille távolság megtételéhez szükséges időt egy órára csökkentette. Ez a vasútvonal, a Csalagút megnyitása és a Eurostar vonatszerelvények érkezése Lille városát a Párizs-London-Brüsszel háromszög középpontjába helyezte.
1991-ben indult útjára az Euralille projekt, melynek célja Lille városmodelljének újjászervezésére. Az Euralille Központ 1994-ben készül el. Az újratervezett városrész számos parkot és modern épületet tudhat magáénak, melyek számos irodának, üzletnek és lakásnak adnak helyet. Továbbá 1994-ben nyílt meg a „Grand Palais” is.
2004-ben az olaszországi Genova mellett Lille volt Európa kulturális fővárosa.

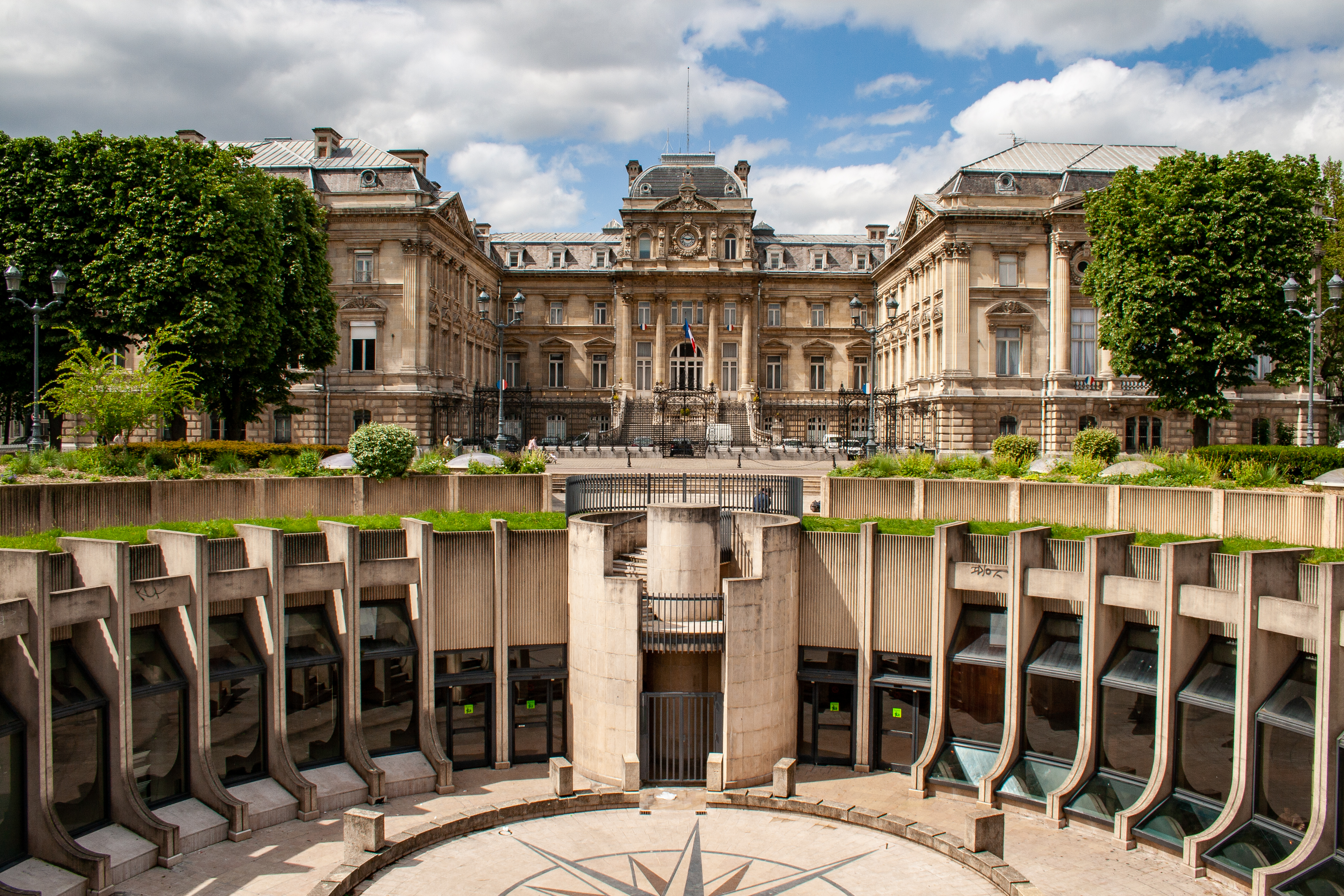
Amfiteátrum a Köztársaság téren és a Nord megyei prefektúra a háttérben
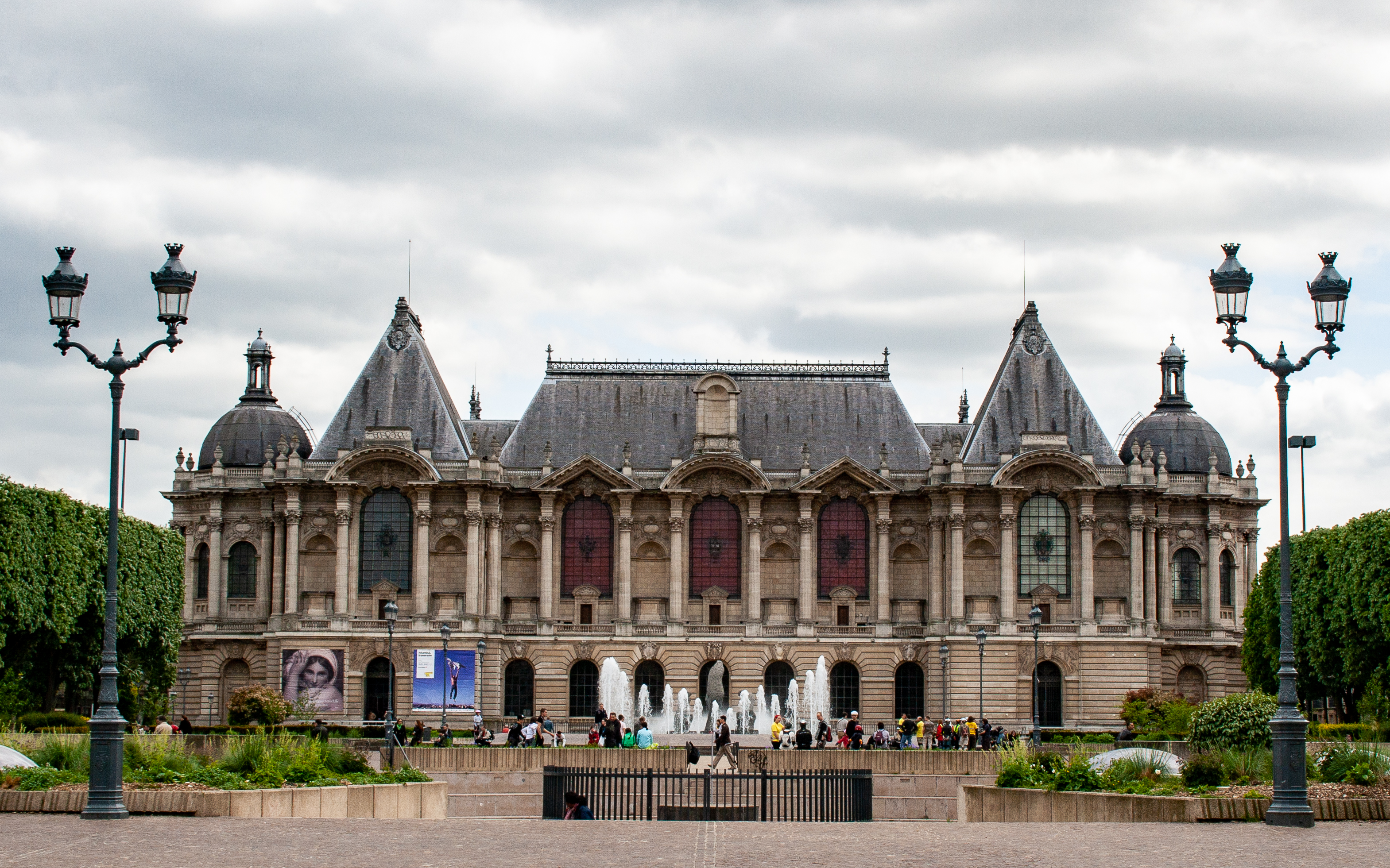
Palais des Beaux-Arts de Lille, a város szépművészeti múzeuma
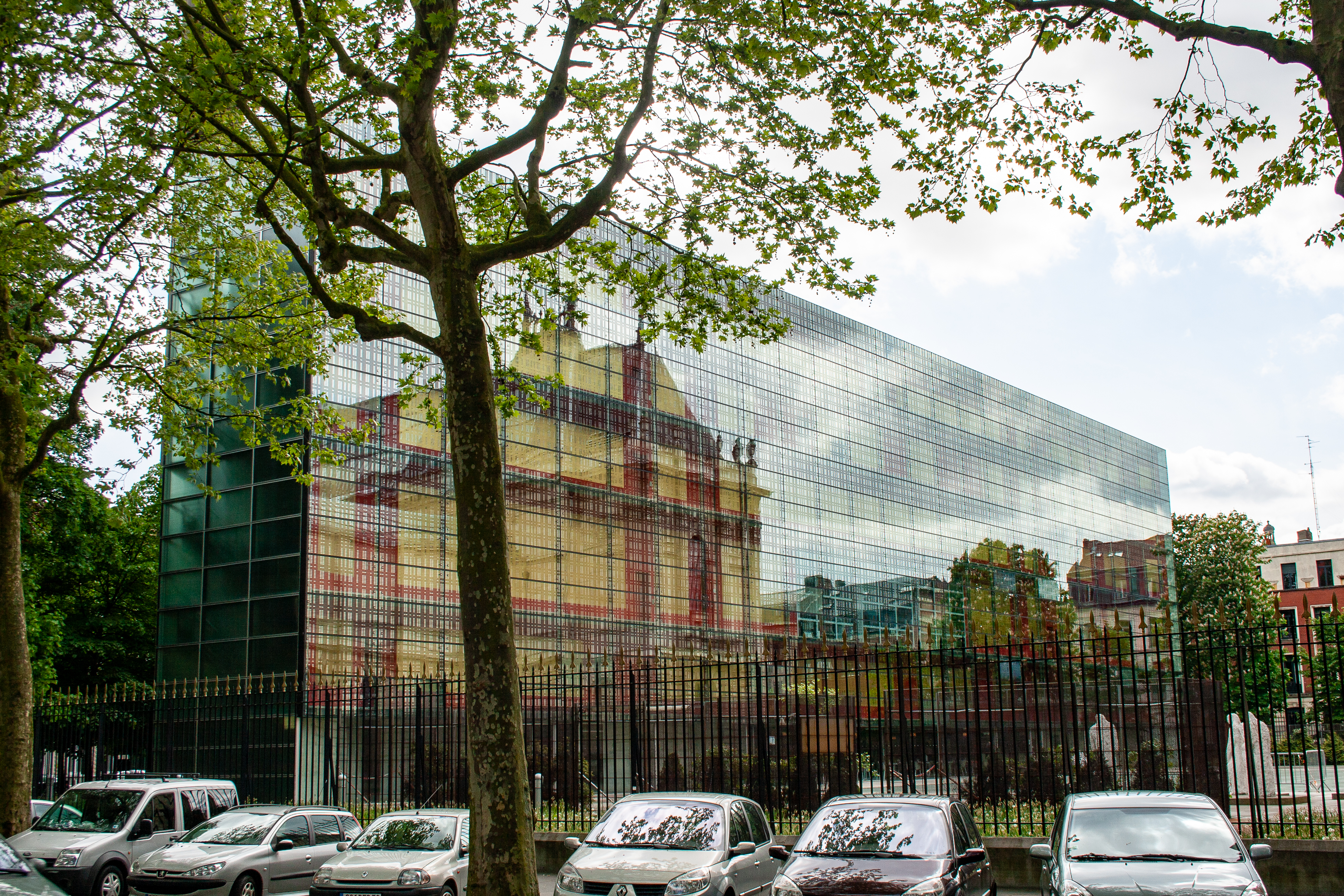
A szépművészeti múzeum modern szárnyépülete
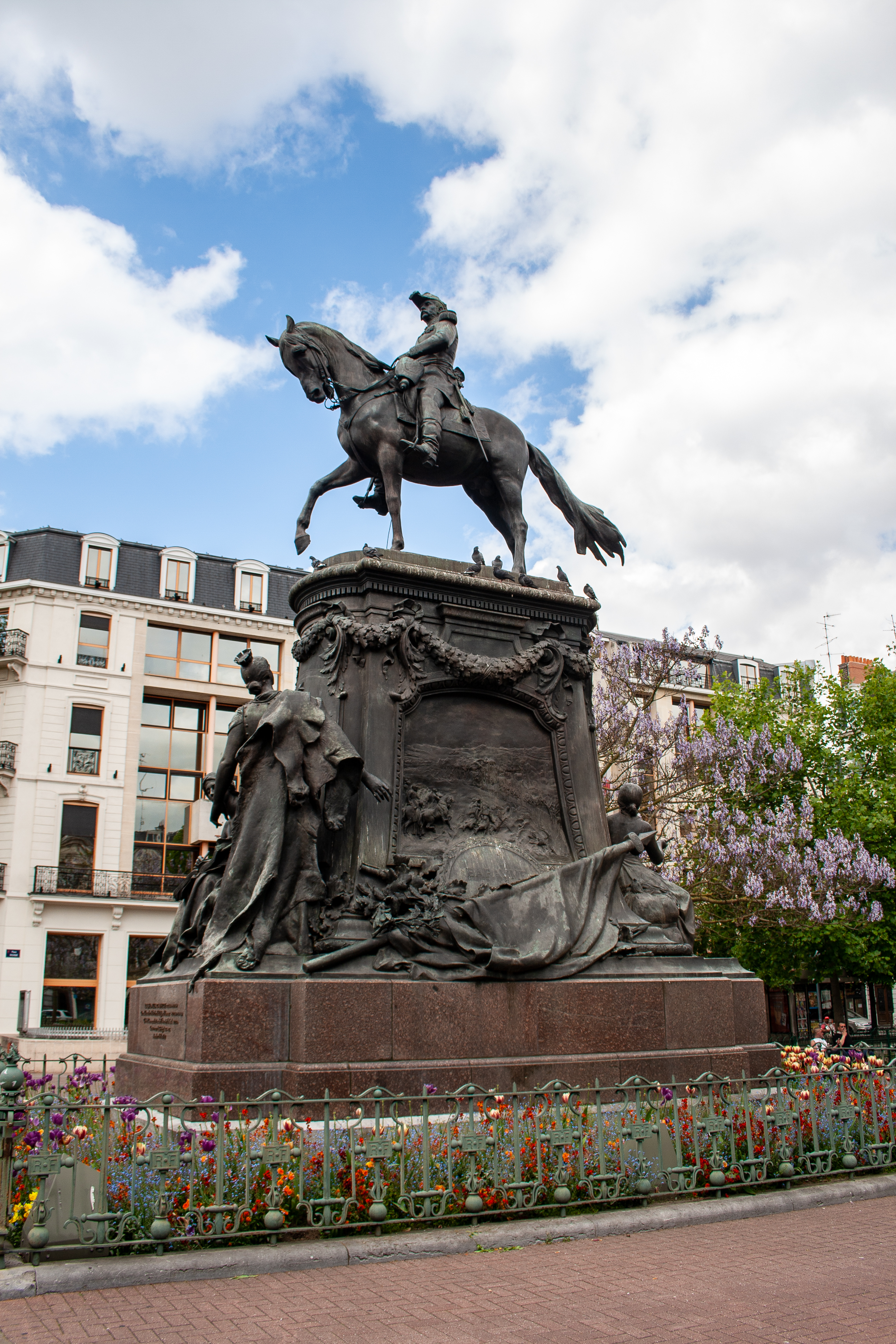
Louis Faidherbe lovasszobra

## Közlekedés

### Közút
Lillét öt autópályai is érinti, így igen jók a kapcsolatai Franciaország és Európa nagyvárosaival:
- A27-es autópálya: Lille – Tournai – Brüsszel / Liège – Németország
- A23-as autópálya : Lille – Valenciennes
- A1-es autópálya : Lille – Arras – Párizs / Reims – Lyon / Orléans / Le Havre
- A25-ös autópálya : Lille – Dunkirk – Calais – Anglia / Észak-Belgium
- A22-es autópálya : Lille – Antverpen – Hollandia

### Vasút
Lillének két vasútállomása is van: Gare de Lille-Europe állomásra érkeznek a nagysebességű vonatok (TGV, Eurostar), melyek a nemzetközi és a távolsági forgalmat szolgálják; Gare de Lille-Flandres a város régi vasútállomása, ahová a lassabb regionális belföldi, továbbá a belga regionális vonatok érkeznek.
A városnak nemzetközi repülőtere, metró- és villamoshálózata is van, továbbá itt található Franciaország harmadik legnagyobb folyami kikötője is.

## Oktatás
- EDHEC Business School
- E-Artsup
- ESME Sudria
- EPITECH
- IÉSEG School of Management
- ISEG Marketing & Communication School
- ISG Business School
- SKEMA Business School

## Testvérvárosai
| - Köln, Németország - Erfurt, Németország - Esch-sur-Alzette Luxemburg | - Harkiv, Ukrajna - Leeds, Egyesült Királyság - Liège Belgium | - Náblusz, Palesztina - Oujda, Marokkó - Rotterdam, Hollandia | - Cfát, Izrael - Saint-Louis, Szenegál - Sanghaj, Kína | - Torino, Olaszország - Valladolid, Spanyolország |